# Megathripa
Megathripa is een geslacht van vlinders van de familie visstaartjes (Nolidae).

## Soorten
- M. confusa Berio, 1957
- M. nycteolella Berio, 1957
- M. rufimedia (Hampson, 1905)